# Jordan Raney
Jordan Raney (* 2. Juni 1996 in Santa Monica, Kalifornien) ist eine Wasserballspielerin aus den Vereinigten Staaten. Sie gewann bis 2024 drei Titel bei Weltmeisterschaften sowie einen Titel bei Panamerikanischen Spielen.

## Sportliche Karriere
Die 1,80 Meter große Jordan Raney spielte an der Mira Costa High School und danach an der Stanford University. Mit dem Team von Stanford war sie 2015 und 2017 Meisterin der National Collegiate Athletic Association. 2011 und 2014 siegte sie mit der Juniorinnenauswahl bei der Panamerikanischen Juniorenmeisterschaft. 2014 und 2015 wurde sie Juniorenweltmeisterin. 2015 belegte sie mit der Studentinnenauswahl den fünften Platz bei der Universiade in Gwangju. 2018 graduierte Raney in Stanford, ihren Master an der DeVry University machte sie 2022 im Fernstudium. Zu diesem Zeitpunkt war sie als Profi bei Olympiakos SFP in Piräis, 2022 und 2023 wurde sie griechische Meisterin.
2017 debütierte Raney in der Nationalmannschaft. Bei der Weltmeisterschaft 2017 in Budapest gewann das US-Team im Viertelfinale gegen die Australierinnen und im Halbfinale gegen die Russinnen. Beim 13:6 im Endspiel gegen die Spanierinnen warf Raney ein Tor. Raney war auch in den folgenden Jahren im Nationalteam aktiv, schaffte es aber nicht in den Kader für die großen internationalen Meisterschaften.
Erst bei der Weltmeisterschaft 2022 war Raney wieder bei einem großen Turnier dabei. Nach einem Viertelfinalsieg über die Spanierinnen und einem Halbfinalsieg über die Italienerinnen gewann das Team aus den Vereinigten Staaten im Finale mit 9:7 über die Ungarinnen. Raney warf insgesamt fünf Tore. Im Jahr darauf bei der Weltmeisterschaft 2023 verlor die Mannschaft im Viertelfinale gegen die Italienerinnen und wurde nach den Platzierungsspielen Fünfte. Drei Monate später bei den Panamerikanischen Spielen 2023 gewann das US-Team vor den Kanadierinnen, wobei Raney im Finale drei Tore erzielte. Im Februar 2024 bei der Weltmeisterschaft in Doha siegte das US-Team im Viertelfinale gegen die Australierinnen und im Halbfinale gegen die Spanierinnen. Im Endspiel bezwang die Mannschaft die Ungarinnen mit 8:7. Raney steuerte insgesamt sieben Tore bei. Bei den Olympischen Spielen 2024 in Paris siegte die Mannschaft im Viertelfinale gegen die Ungarinnen. Nach einer Halbfinalniederlage gegen die Australierinnen verlor das US-Team das Spiel um Bronze gegen die Niederländerinnen. Raney erzielte eins von ihren fünf Turniertoren im Spiel um den dritten Platz.